# Dicladispa quadrifida
Dicladispa quadrifida es una especie de insecto coleóptero de la familia Chrysomelidae.
Fue descrita científicamente en 1871 por Carl Eduard Adolph Gerstäecker.